# 駒門パーキングエリア

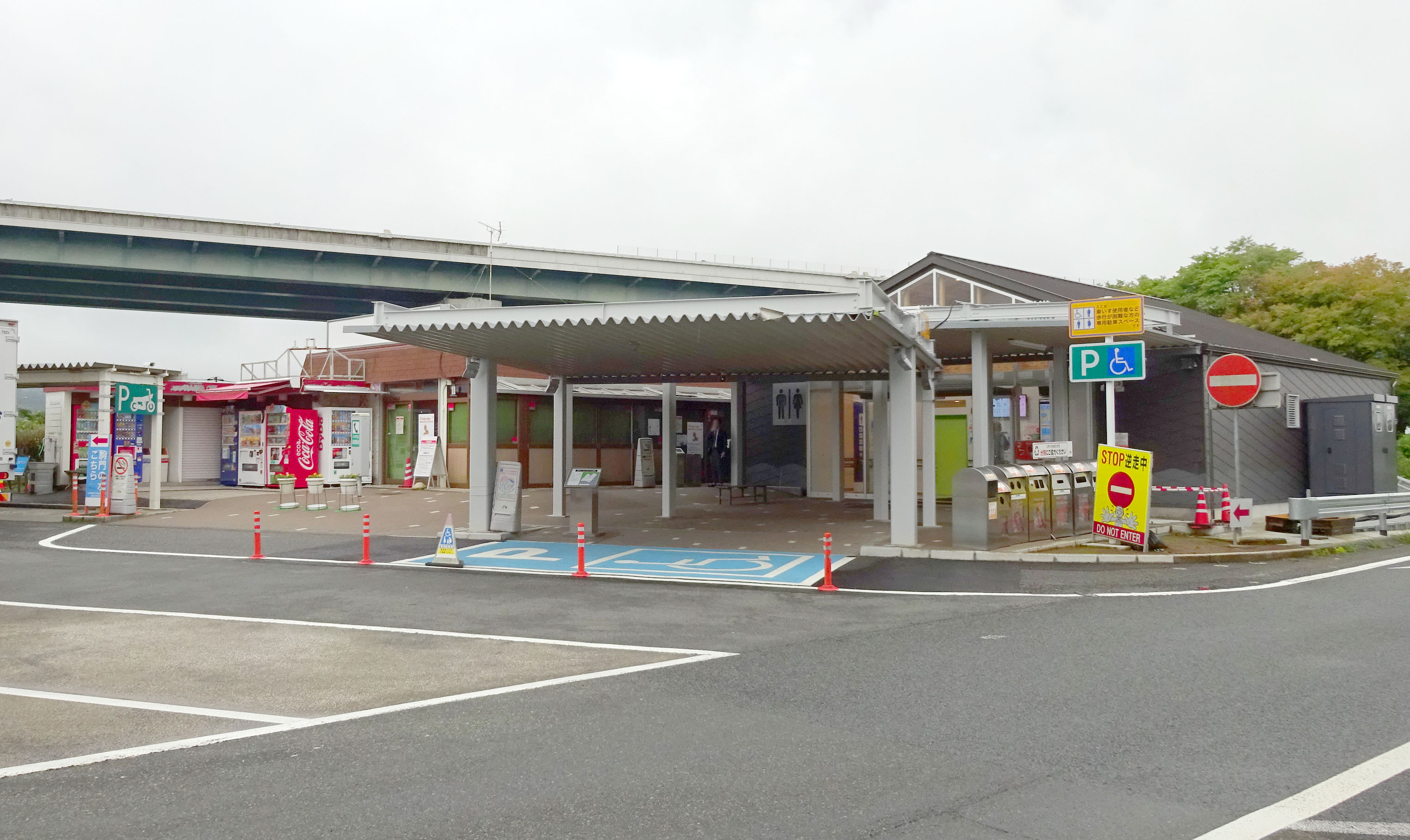
上り線施設（2023年6月）

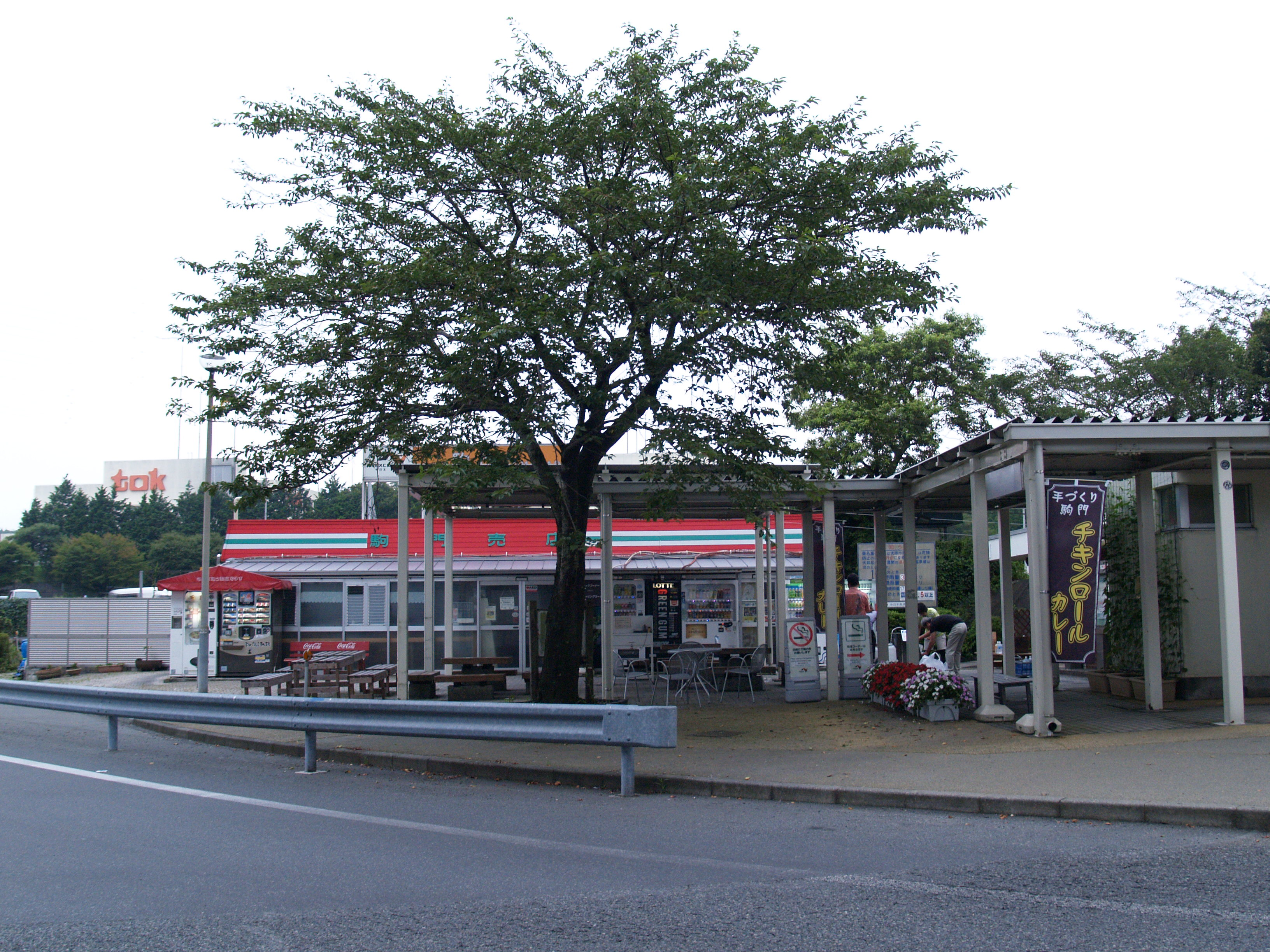
移設前の下り線施設（2012年7月）

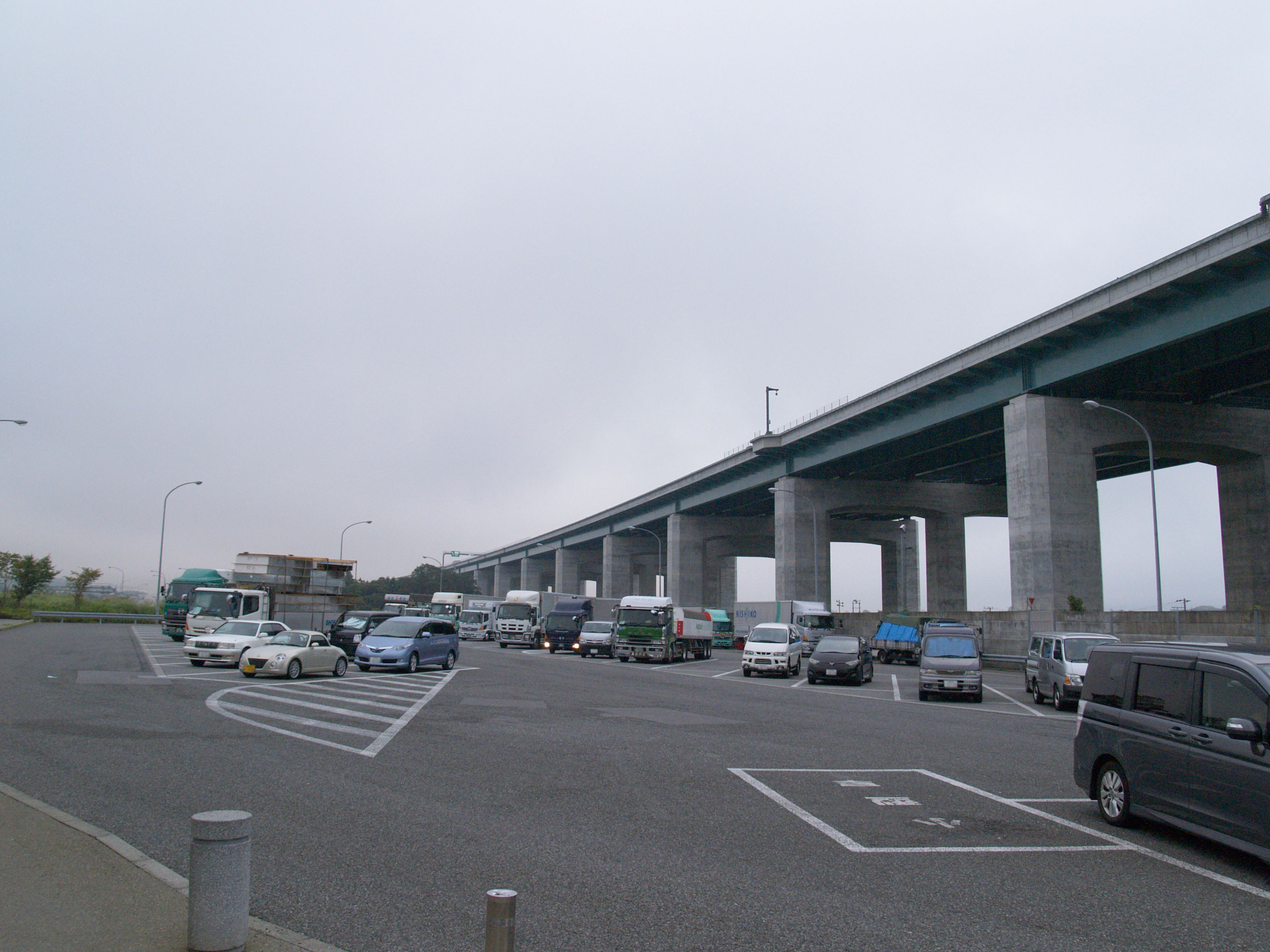
移設前下り線施設の脇を新東名高速道路が通過する

駒門パーキングエリア（こまかどパーキングエリア）は、静岡県御殿場市にある東名高速道路のパーキングエリア (PA) である。スマートインターチェンジ (SIC) を併設する。
当PA付近の東京寄り1.6 kmの場所には新東名高速道路と接続する御殿場ジャンクションがある。なお、新東名の延伸に伴い、既存の当PA下り線側を1.7 km裾野インターチェンジ側に移設する工事が進められ、2017年（平成29年）4月20日に完成した。
東名下り線はかつて当PAまで片側3車線区間であったが、御殿場JCTにて第1走行車線が新東名に直結する形に変更されたため、現在は御殿場JCTから片側2車線となっている。上り線においては当PAにかけて登坂車線が設けられており、登坂車線区間が終了すると合流せずにそのまま走行車線に切り替わり、片側3車線区間が始まる。
上り線の売店・軽食堂は2022年（令和4年）10月10日をもって閉店した。

## 道路
- E1 東名高速道路（7-2番）

## 施設
上下線とも水飲み場は富士山の伏流水を利用している。この伏流水は当PAの飲食店でも調理に使用されており、テレビ番組で紹介されて話題となりこの水を汲んで持ち帰る利用者で行列ができる。なお、売店では持ち帰り用のボトルを販売している。

### 上り線（東京方面）
- 駐車場
  - 大型 8台
  - 小型 33台
- トイレ
  - 男性 大2（和式1・洋式1）・小6
  - 女性 5（和式1・洋式4）
  - 車椅子用 1
- ハイウェイ情報ターミナル
- 自動販売機

### 下り線（名古屋方面）
- 駐車場[1]
  - 大型 35台
  - 小型 50台
- ぷらっとパーク（国道246号など一般道から利用するための駐車場）[1]
  - 大型 14台
  - 小型 47台
- トイレ
  - 男性 大7（洋式7）小8
  - 女性 15（和式2・洋式13）
- コンビニエンスストア「ローソン」（24時間）[1]
- ショッピングコーナー「時之栖 ファクトリーストア」(9:00 - 21:00)[1]
- フードコート「無 mu」「量 ryo」「寿 jyu」[1]
  - 「無 mu」定食、丼、うどん・蕎麦店 (6:00 - 22:00)
  - 「量 ryo」御殿場高原のステーキ店 (9:00 - 22:00)
  - 「寿 jyu」ラーメン専門店 (6:00 - 22:00)
- 駒門の水（富士山の伏流水）

### 駒門スマートインターチェンジ

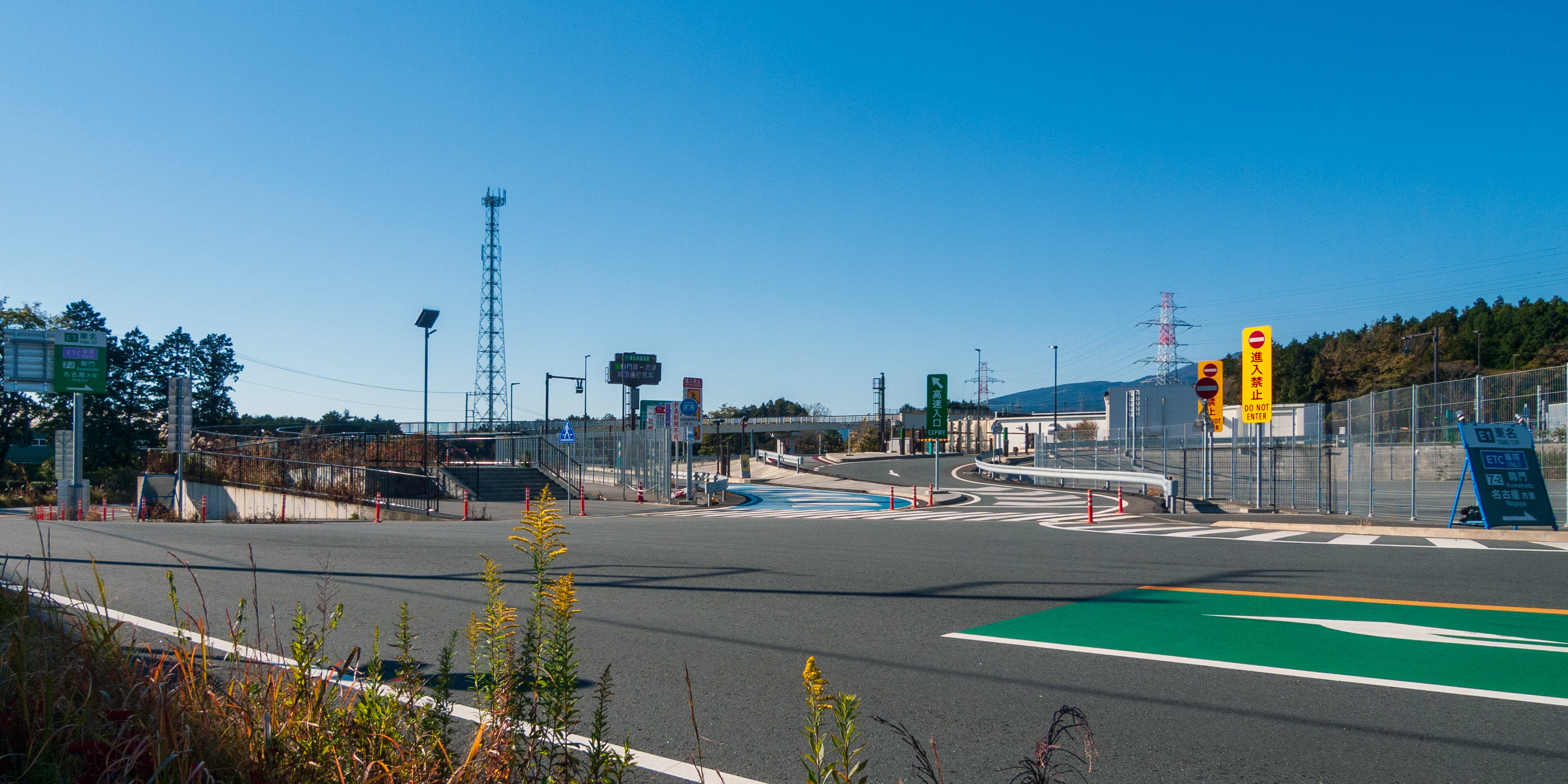
下り線SIC出入口

駒門スマートインターチェンジ（こまかどスマートインターチェンジ）は、駒門パーキングエリアに併設のスマートインターチェンジである。
2020年（令和2年）3月28日に供用開始された。利用可能車種はETC搭載の全車種（車長16.5 m以下）で24時間運用。上下線ともに出入可となっている。

#### 接続する道路
- （上り線）市道3697号線[4]
- （下り線）市道3698号線[4]

#### 歴史
- 2016年（平成28年）5月27日：国土交通省より連結許可[5]。
- 2019年（令和元年）5月27日：IC名称が「駒門スマートIC」で正式決定[6]。
- 2020年（令和2年）3月28日：供用開始[7]。

### バスストップ（廃止）
PA内にかつて駒門バスストップが併設されていた。東名ハイウェイバスの一部便と富士急行バス（現・富士急モビリティ湘南営業所）の沼91系統（新松田 - 沼津駅間、末期は毎年1月の日祝日に一往復のみの運行）が停車していたが、1991年（平成3年）4月に東名ハイウェイバスの停車便がなくなり、富士急行の路線も1995年（平成7年）1月の運行を最後に廃止となっている。
- 御殿場バスストップ - 駒門バスストップ - 裾野バスストップ

## 隣
E1 東名高速道路
(7) 御殿場IC - (7-1) 御殿場JCT - (7-2) 駒門PA/SIC - (7-3) 裾野IC